# Vevslup

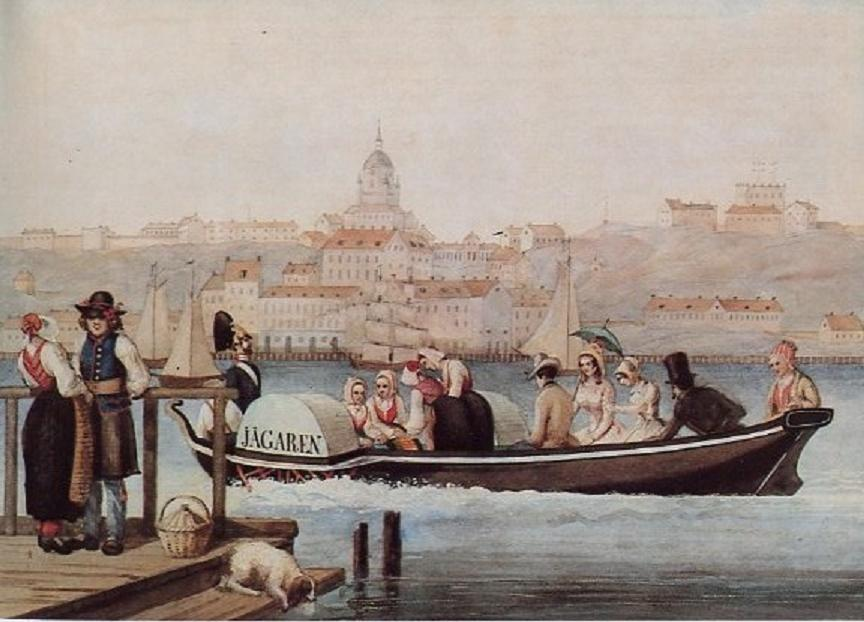
Vevslupen ”Jägaren” vid Skeppsholmsbryggan i Stockholm 1849. Akvarell av Fritz von Dardel.

Vevslup eller vevbåt (se slup) är en båt som drivs av skovelhjul som vevas för hand. 

## Tidiga förebilder
Skovelhjul för framdrivning av båtar är en gammal idé och nämns första gången i en romersk bok om militär teknik från cirka år 380 De rebus bellicis. Här beskrivs hur oxar vrider ett gångspel som sedan driver skovelhjul. Ett annat tidigt exempel är Experiment of Leith som var ett fartyg som byggdes i Skottland men köptes till Sverige av Gustav III. Det var en katamaran med fem master och segel. För att fartyget skulle kunna drivas i stiltje fanns också flera skovelhjul placerade mellan skroven. Besättningen arbetade i flera gångspel som drev skovelhjulet genom vinkelväxlar.

## Användning
Under tidigt 1800-tal började mindre slupar användas där skovelhjul placerats på var sida av skrovet. Skovelhjulen var förbundna av en genomgående vevstake. Två personer framför och två personer bakom vevstaken drev båten framåt. Bakom vevstaken och besättningen fanns plats för passagerare. Om denna enkla båttyp var snabbare än konventionella roddbåtar med tränad besättning är oklart. Möjligen var fördelen att besättningen inte behövde vara lika samtränad och att vevsluparna var enklare att hantera i trånga passager.

## Sverige
Denna typ av båt användes i Sverige främst från tidigt 1800-tal fram till ca 1850 när de började ersättas av mindre ångbåtar. Vevsluparna användes framförallt för persontransport mellan olika områden i städer som Stockholm och Göteborg. Ofta bestod besättningen av dalkullor klädda i hembygdsdräkt och det gjorde att båttypen även kallades kullbåt eller kullvevbåt.

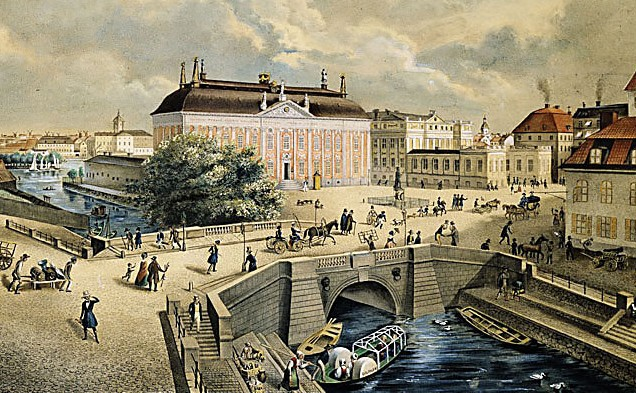
En vevslup vid Gamla Riddarholmsbron i Stockholm år 1841. Riddarhuset och Bondeska palatset syns i bakgrunden.

Lundin och Strindberg skriver att vevsluparna kom till Stockholm 1843 och att de främst gick på längre linjer som till Djurgården, Essingen och Liljeholmen. Under tidigt 1800-tal var vägarna kring Stockholm mycket dåliga och det var få broar byggda över de många vattendragen. Sedan länge hade kvinnor med roddbåtar, "roddarmadamer" mot betalning fraktat personer men när vevsluparna bemannade med dalkullor kom till Stockholm på 1840-talet uppstod konkurrens. Adolf Hellander beskrev händelserna så här  

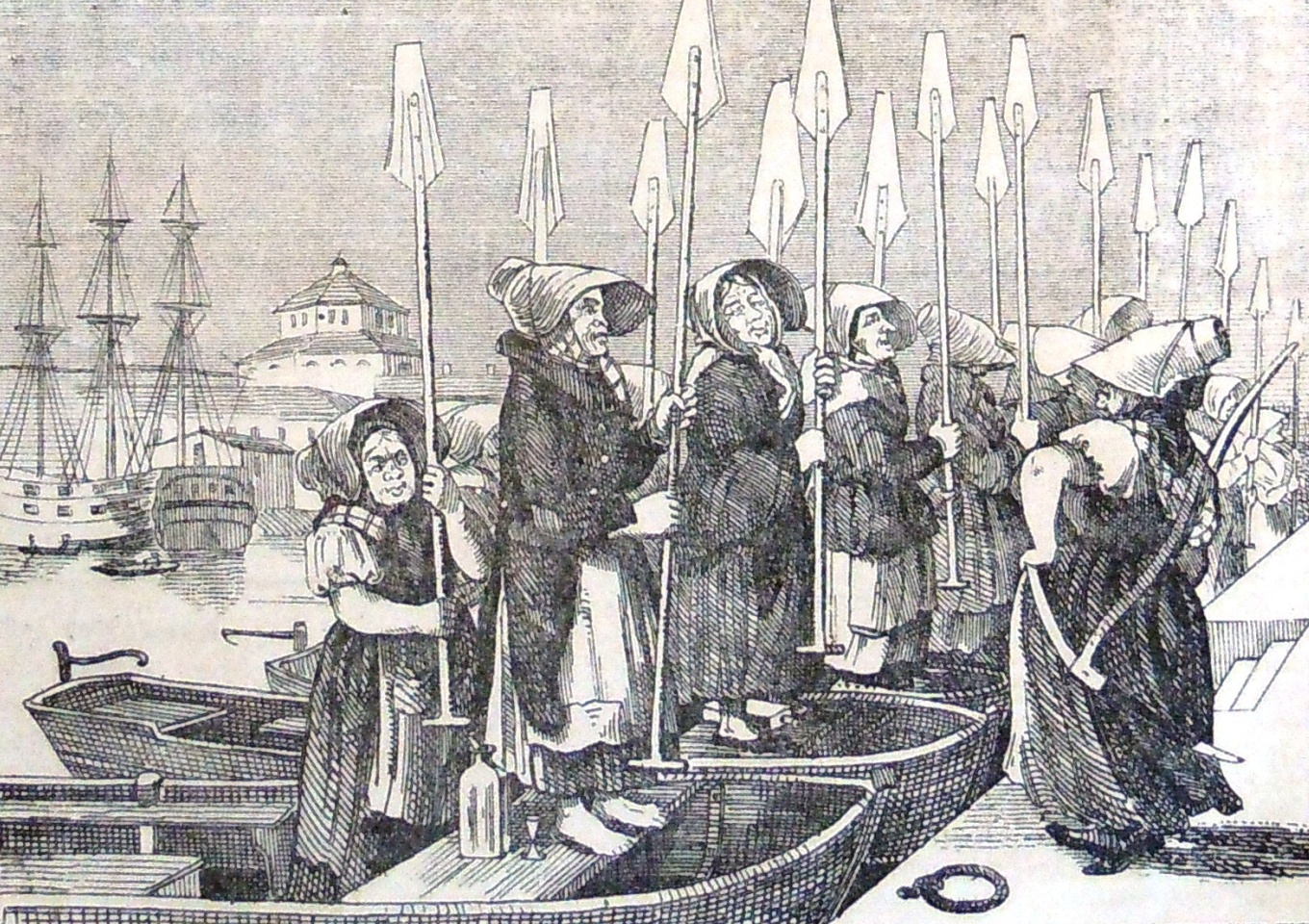
Roddarmadamerna i Stockholm rusta sig till krig – mot vefsluparna. Teckning i Illustrerad Tidning, nr 3 den 20 januari 1855.

"Men det dröjde ej länge, förr än det utbröt öppet krig mellan de båda flottiljerna och deras besättningar, och sjödrabbningarna utkämpades helst i trånga passager såsom t. ex. i Karlbergskanalen. Hela skurar af ovett haglade då från roddbåtens »madammer» öfver vefbåtens rödkindade »kullor», hvilka besvarade karteschelden på sitt lugna och småkvicka sätt, hvilket endast ökade harmen hos de förra. Att vara med och åhöra sådana »meningsskiften», var sannerligen icke angenämt, isynnerhet icke för damerna, hvilka sökte gömma sina rodnande ansikten bakom parasollen. Och icke var det stort lönt för en kavaljer att söka nedtysta furierna, ty då fick han strax »sin varma mat» serverad."
I Göteborg bedrevs regelbunden trafik med vevslupar med dalkullor som besättning på linjen från Stora Bommen ut till Nya Varvet i väster. Denna trafik pågick från 1843 fram till 1858 när den snabbare ångslupen Oberon övertog. Marinmålaren C. F. Sörensen gjorde 1852 en målning där en av dessa vevslupar syns. Vevslupar användes även i Karlskrona, Söderhamn, Uppsala och Linköping.[källa behövs] Svenska flottan byggde ett fåtal vevslupar under tidigt 1800-tal.[källa behövs]

### ReplikenVevkullafrån 2000
År 2000 byggdes en replik av ”kullvevbåten Gamla Stan” efter ritningar från arkivet på Stockholms stadsmuseum. Besättningen var fyra vevkullor samt en styrkulla och båten tog tolv passagerare. Längd: 7,05 meter, bredd: 3,10 meter. Kulturföreningen Vevkullorna bedrev verksamhet med båten i Stockholm till 2006, varefter den donerades till Leksands kommun. Föreningen lades ner 2010 men slupen finns kvar i kommunens ägo.

## Finland
Vevsluparna Käviä och Juoxia fanns att hyra för lustfärder i Helsingfors 1845.